# Eudòxia Inguerina
Eudòxia Inguerina, en grec medieval Εὐδοκία Ἰγγερίνα, fou concubina de l'emperador romà d'Orient Miquel III. Era filla d'Inger o Ingueri, un noble vareg oficial de la Guàrdia varega, i era d'extraordinària bellesa. Es va amistançar amb l'emperador, que es volia casar amb ella. Però l'emperadriu mare Teodora i el seu ministre Teocist es van oposar a aquest projecte i van organitzar el tradicional concurs de selecció de la futura emperadriu. Van autoritzar Eudòxia Inguerina a assistir-hi, però van imposar l'elecció de la virtuosa Eudòxia Decapolitissa com a esposa de Miquel. Aquest episodi va contribuir a l'enemistat del jove emperador amb la seva mare i el poderós ministre i a l'assassinat de Teocist executat per Bardes el 20 de novembre del 855. Jordi Cedrè no fa Eudòxia Inguerina amant de l'emperador i al contrari diu que sobresortia en modèstia.
Durant la resta del regnat de Miquel III, Eudòxia Decapolitissa va ser emperadriu nominal, però sembla que era completament ignorada pel seu marit, que va continuar la seva relació amb Eudòxia Inguerina. A principis de l'any 866, Inguerina estava embarassada i l'emperador la va donar en matrimoni al seu favorit Basili, més tard també emperador, amb el nom de Basili I el Macedoni, que per aquest matrimoni va haver de divorciar-se de la seva primera esposa Maria, i que tenia a més com a amant Tecla, la germana gran de Miquel. A l'abril d'aquell any, en un campament militar a prop de Milet des d'on va sortir una expedició per reconquerir Creta als àrabs, Miquel III va ordenar a Basili que assassinés al seu oncle i primer ministre Bardes. Al maig, Basili va ser nomenat Cèsar, després coronat coemperador.
Eudòxia Inguerina, ara emperadriu, va donar a llum dos fills: Lleó, el futur emperador Lleó VI el Filòsof, nascut el setembre del 866, i Esteve, el futur patriarca Esteve de Constantinoble, nascut el novembre del 867. Oficialment eren fills de Basili, però molt probablement ho van ser de Miquel. Al setembre del 867, sembla que perquè temia perdre el favor de Miquel, Basili el va assassinar durant un banquet, i es va convertir en l'únic emperador.
Basili i Eudòxia Inguerina van tenir un fill, Alexandre, nascut el 870 i tres filles. Però, des del gener del 868, Basili havia associat al tron Constantí, un fill que havia tingut amb la seva primera esposa Maria, al que volia com a successor. Lleó VI el Filòsof també va ser associat a l'imperi cap al 870, però Basili sempre el va rebutjar, ja que òbviament no el considerava fill seu. Constantí va morir prematurament el setembre del 879, amb gran desesperació del seu pare, que llavors va associar al tron al seu altre fill Alexandre. Esteve I de Constantinoble, fill també d'Eudòxia Inguerina i segurament de Miquel, havia estat castrat i dedicat a la carrera eclesiàstica.
El 882, Eudòxia Inguerina va organitzar el matrimoni de Lleó. Encara que estava enamorat de Zoè Zaützena, filla de l'oficial armeni Estilià Zaützes, ella l'obligà a casar-se amb la molt piadosa Teòfano Martinàcia, parenta seva per part de mare. Eudòxia va morir poc després d'aquest matrimoni.